# کوه‌های آئیر
کوه‌های آئیر (به قزاقی: Ayr Mountains) یک رشته‌کوه در قزاقستان است که در شهرستان کارکارالی واقع شده‌است. کوه‌های آئیر ۸۷۱ متر بالاتر از سطح دریا واقع شده‌است.